# Шульц-Штеглиц, Курт
Курт Шульц-Штеглиц (нем. Curt Schulz-Steglitz;  14 апреля 1875, Бромберг, Германская империя— 1 ноября 1945, Берлин) — немецкий художник-баталист.

## Биография
Родился в 1875 году в Бромберге. Учился в Кёнигсбергской академии художеств у Людвига Детмана, который с 1900 года являлся директором Академии.
В годы Первой мировой войны прославился созданием многочисленных пропагандистских батальных иллюстраций, которые широко тиражировались на почтовых открытках. Хотя, будучи немецким художником, Шульц-Штеглиц, по очевидным причинам, отбирал для отображения наиболее выигрышные для немецкой стороны эпизоды боевых действий, это не лишало созданные им батальные сцены динамики и живости, а изображения русских солдат и казаков — определённой степени достоверности.
В межвоенные годы в качестве художника активно сотрудничал с газетой «Berliner Morgenpost»; занимался иллюстрированием книг, в особенности приключенческих  романов.
К 1942 году ослеп и лишился возможности работать; жил в Берлине в нищете. Нацистским режимом целенаправленно не преследовался, но и не получал материальной поддержки. После 1943 года имя художника не упоминается в берлинских адресных книгах, тем не менее, предполагается, что он умер в 1945 году.

## Галерея

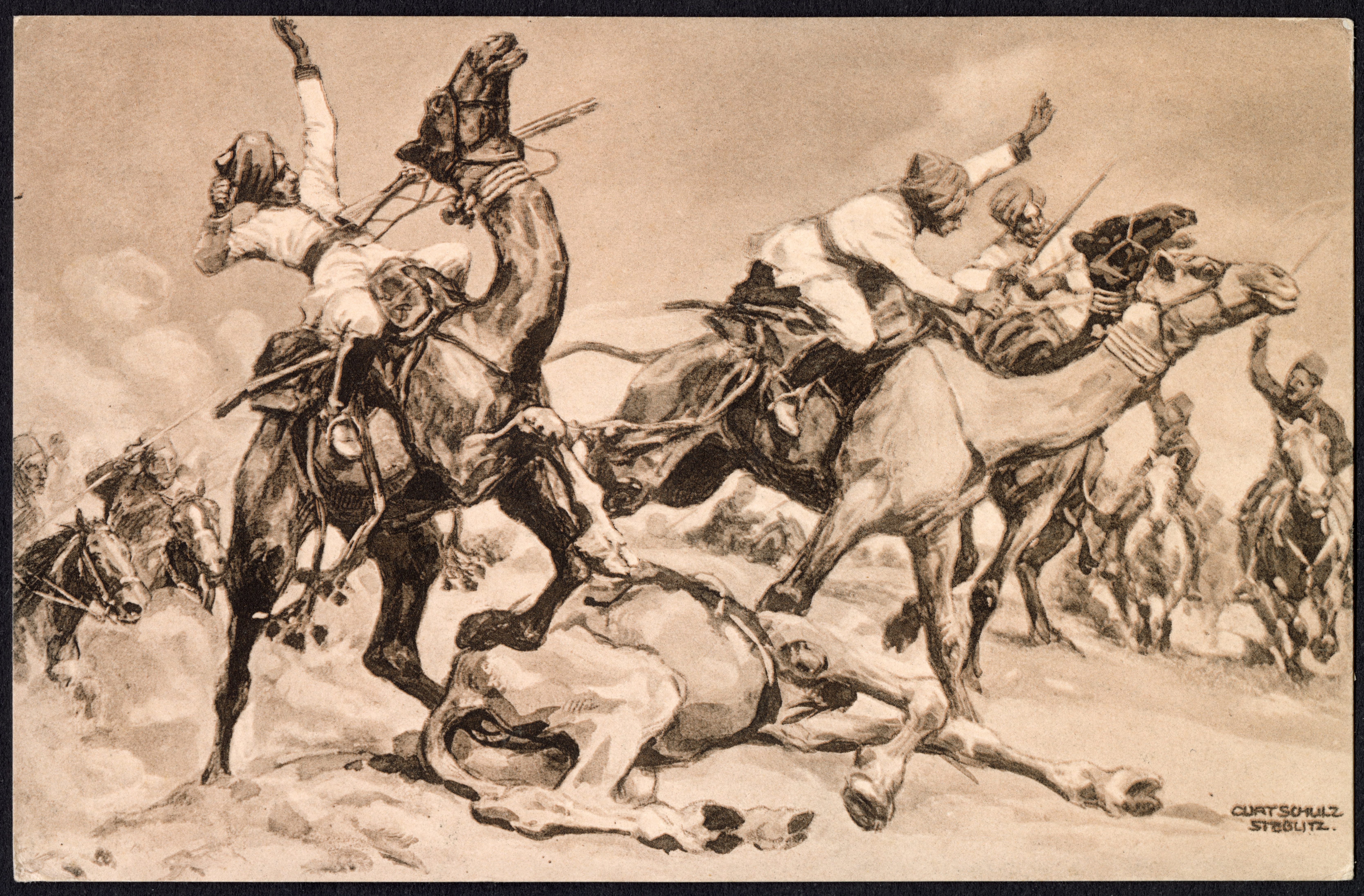
1915 год. Сражение турецких кавалеристов (на заднем плане) с британско-индийской верблюжьей кавалерией на Суэцком канале
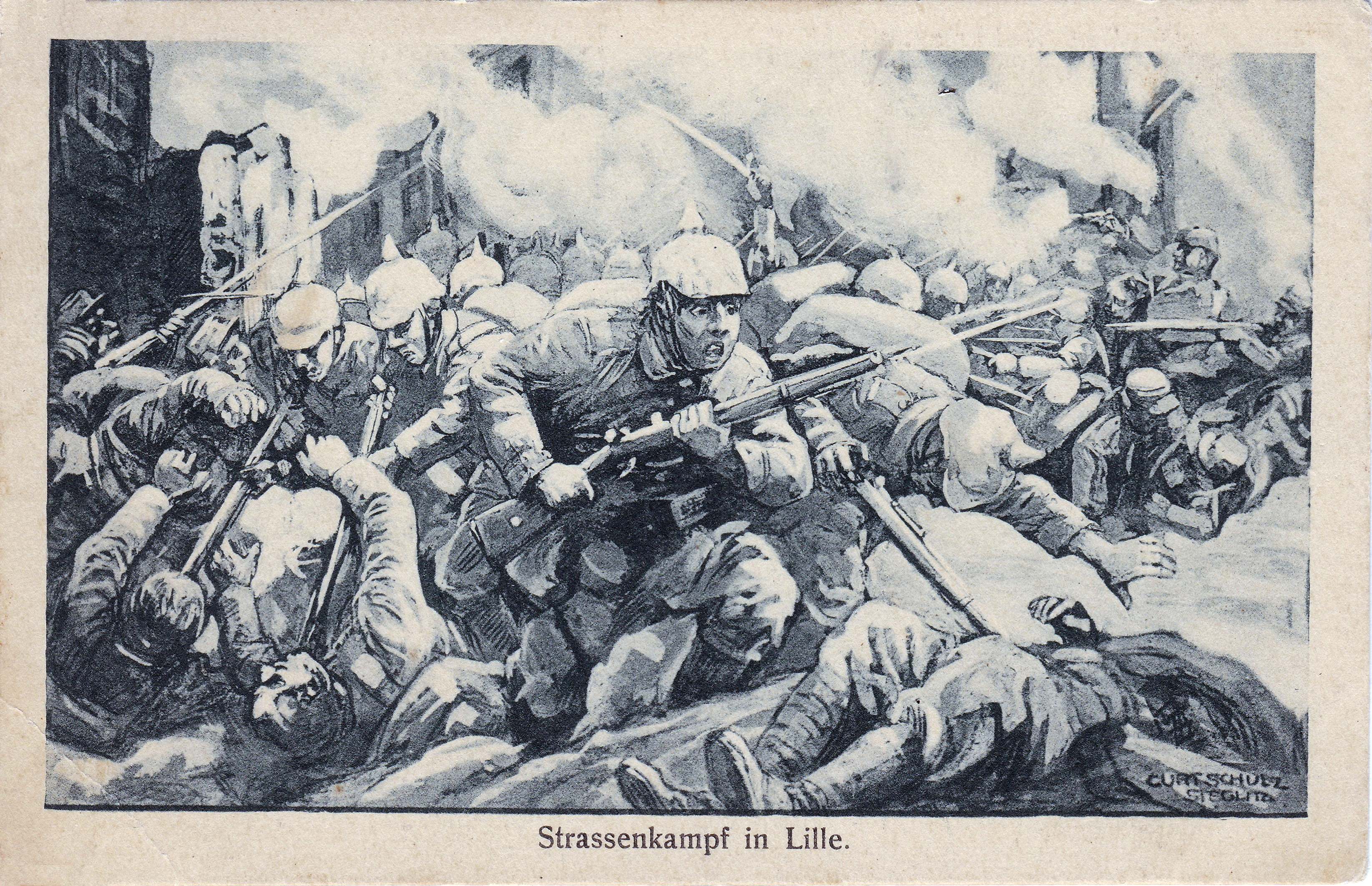
Западный фронт. Уличные бои в Лилле
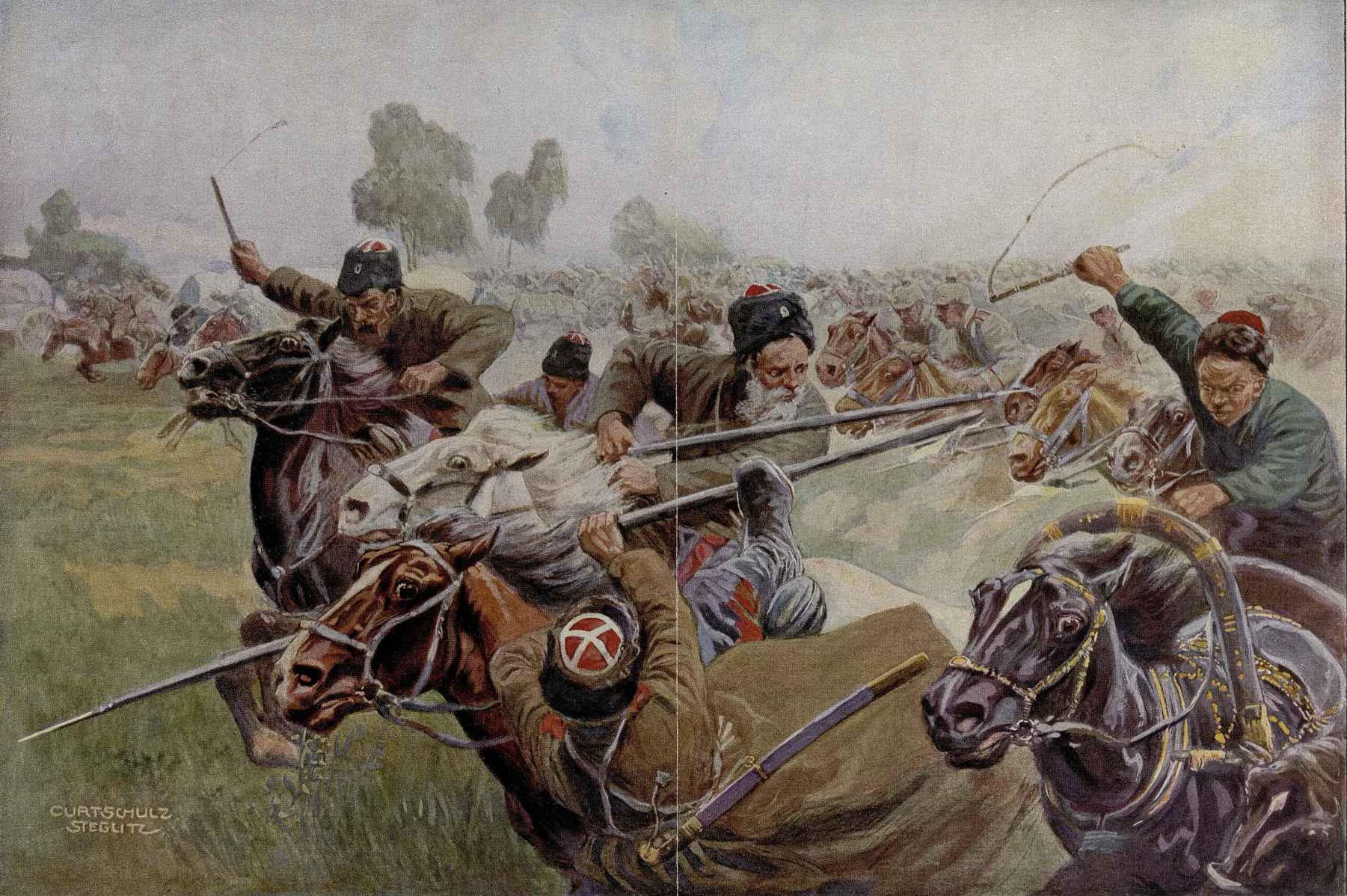
Сентябрь 1915 года. Немецкая кавалерия восточнее Вильно преследует отступающих казаков
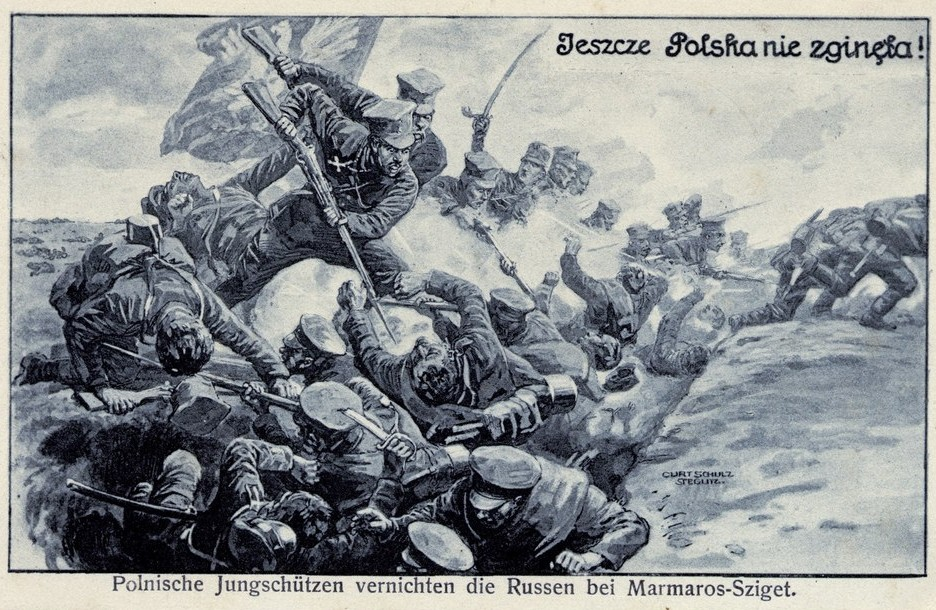
«Ещё польска не сгинела». Сражение поляков (на немецкой службе) с русскими у Мармарош-Сигета
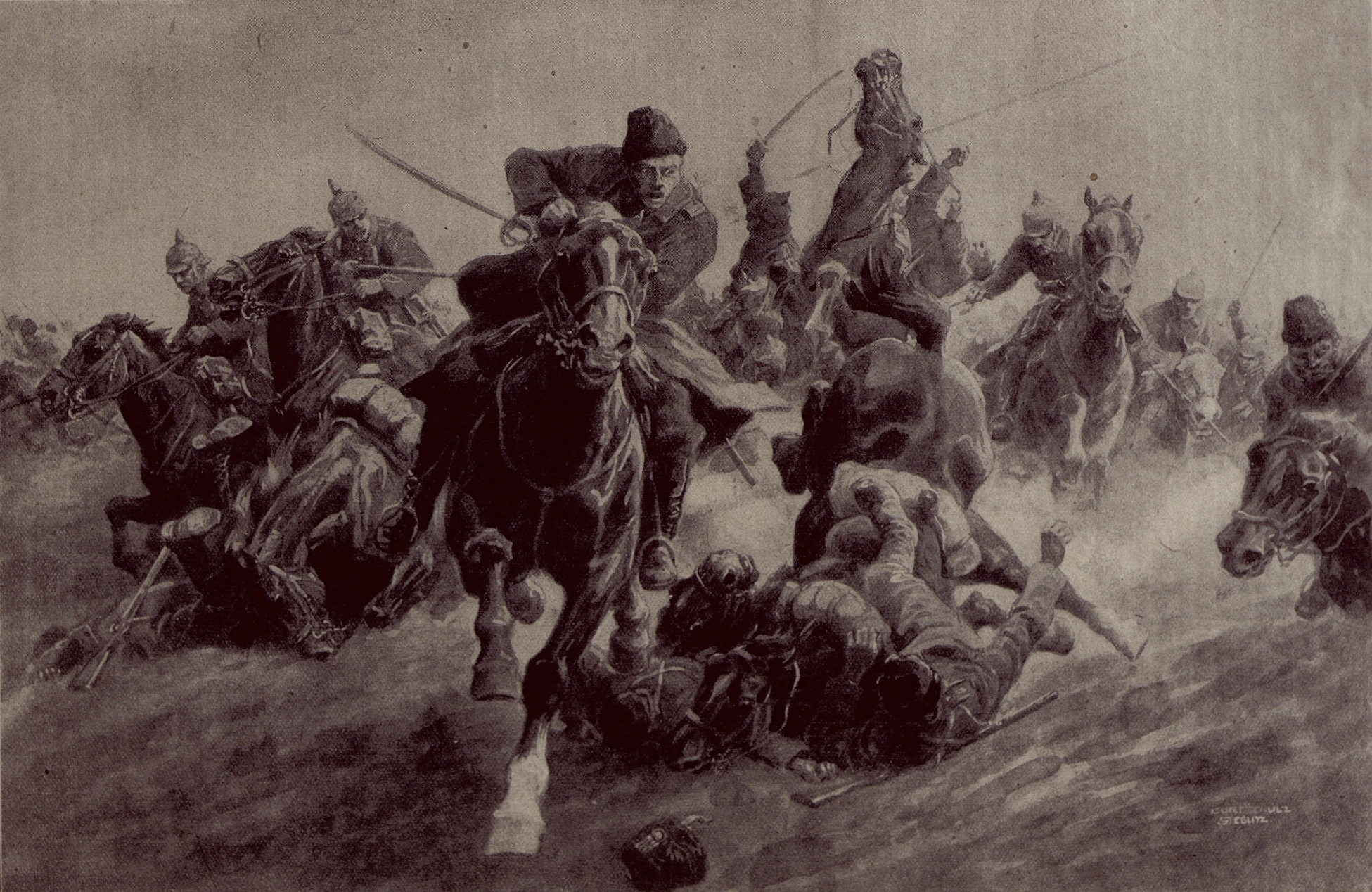
Немецкие кавалеристы из корпуса Шметтова преследуют румынских кавалеристов у города Каракала
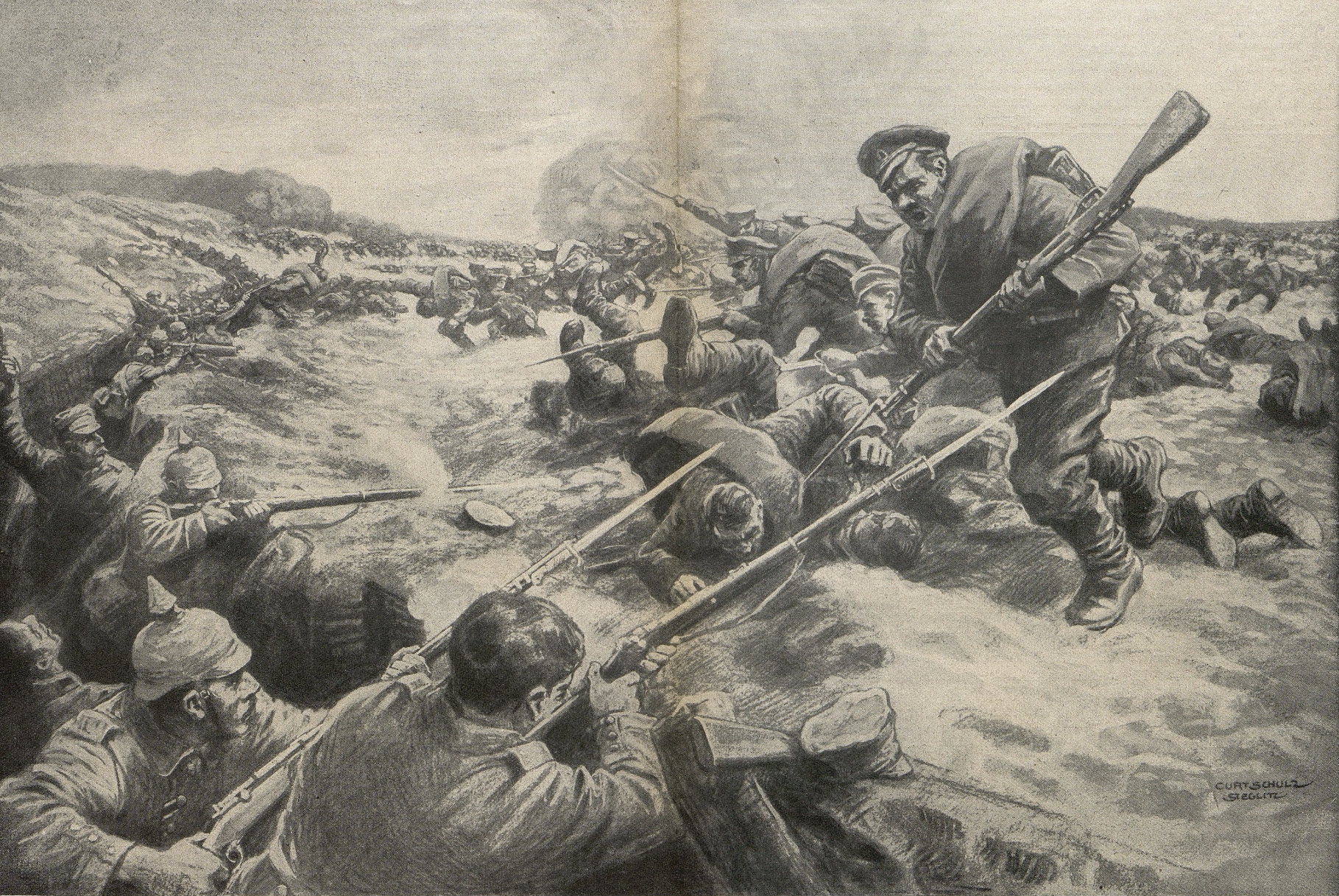
Октябрь 1816 года. Русская пехота на Волыни, к западу от Луцка, атакует окопавшуюся немецкую пехоту.